# Gela (fiume)
Il Gela (in greco Γέλας, Ghelas) è un fiume della Sicilia centro-meridionale, assieme al Salso e al Dirillo è uno dei principali corsi d'acqua che attraversa il comprensorio gelese.
Esso nasce nelle montagne poste circa 7 chilometri a nord-ovest di Piazza Armerina e dopo aver attraversato la fertile pianura gelese sfocia nel mar Mediterraneo alla periferia est della città di Gela.
Durante il suo cammino riceve diversi affluenti nelle zone del piazzese e del mazzarinese, ma i due affluenti più importanti sono il fiume Cimia e il fiume Maroglio. Inoltre dopo aver attraversato il territorio di Mazzarino esso viene deviato verso la grande diga Disueri realizzata per l'irrigazione della vasta Piana di Gela e oggi utilizzata anche per l'approvvigionamento idrico della città di Gela. Lungo il fiume Cimia è stato creato un altro grande bacino artificiale, la diga Cimia.

## Denominazione
Lungo il suo corso di oltre 70 chilometri cambia più volte denominazione: fiume di Giozzo, fiume di Nociara, fiume della porcheria, fiume Disueri, fiume di Cassari e infine fiume Gela. Il nome "fiume della porcheria" è legato al fatto che il fiume attraversava una zona dove scaricavano i reflui delle concerie che, alla foce, scaricava fanghi puzzolenti. Il nome "Gela" quello con cui è conosciuto e oggi individuato in tutto il suo corso, deriva dall'omonima città di origine greca (Ghela) Gela.

## Corso del fiume

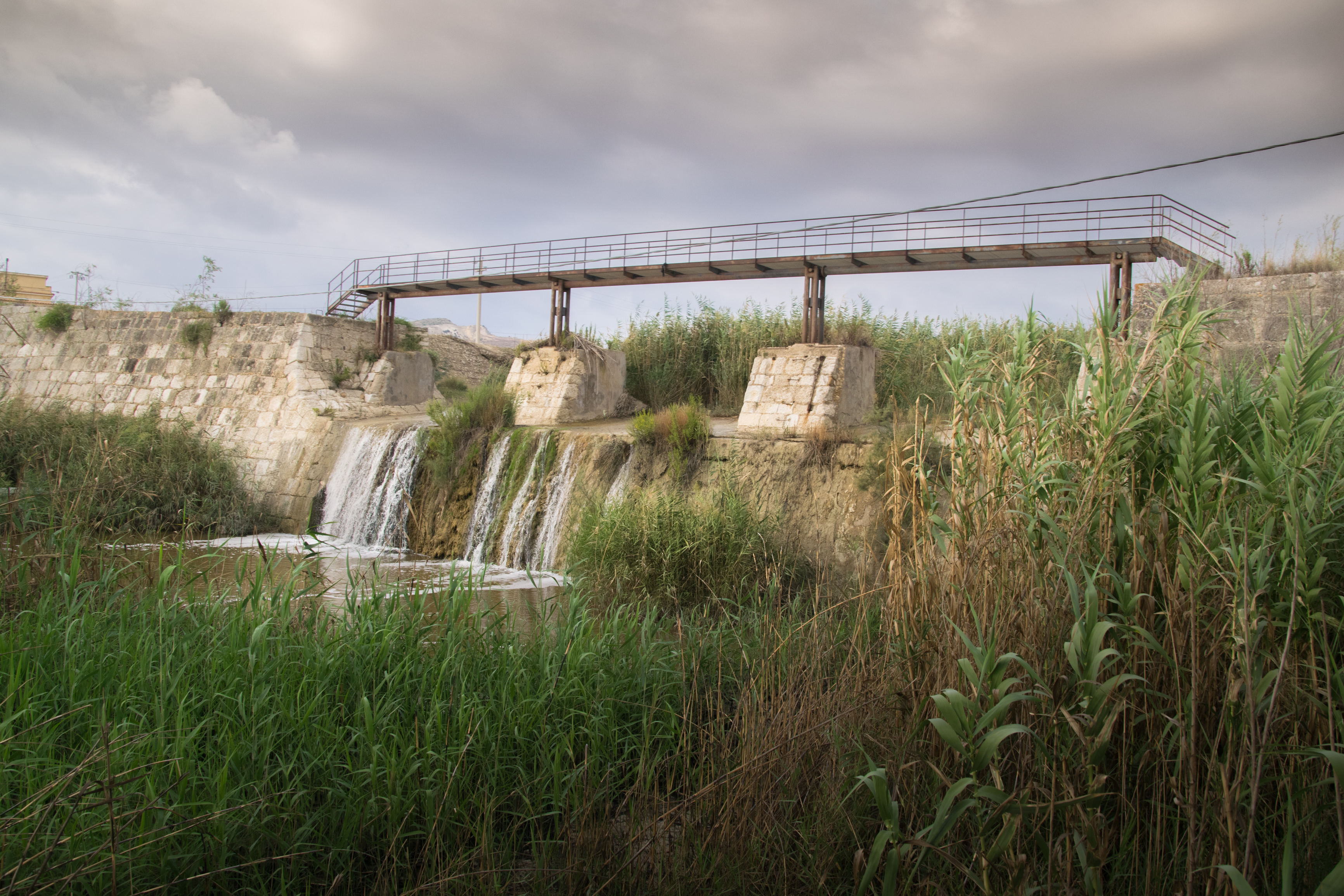
Diga Grotticelle

Il fiume nasce dai monti Erei, nel suo tratto iniziale scorre tra i monti che circondano la cittadina di Piazza Armerina e nel suo piccolo letto risulta quasi in tutti i mesi dell'anno ricco di acque. Scendendo a valle esso viene convogliato nel bacino formato dalla diga Disueri (che può contenere ben 24 milioni di metri cubi d'acqua) e la sua portata viene quasi completamente eliminata se non fosse per qualche piccolo torrente asciutto per gran parte dell'anno e per gli scarichi agricoli e civili che incontra durante il suo corso. Infatti anche il suo più grande affluente, il Cimia, è stato deviato artificialmente. Più avanti, scorrendo lento sulla pianura, riceve le acque del fiume Maroglio, proveniente dalla zona del calatino, che un tempo sfociava autonomamente nel Mediterraneo. Incontra quindi i ruderi della più antica diga di Sicilia, Grotticelle, con una cascatella asciutta nei mesi estivi e in modo sinuoso si dirige verso la zona industriale dove riceve i caldi scarichi del Polo petrolchimico di Gela, e sfocia finalmente nel Golfo di Gela. Nell'area della foce vige il divieto permanente di balneazione per inquinamento industriale. Alla foce il suo alveo presenta una larghezza di quasi 50 metri ed una profondità massima di oltre 2 metri (per i primi 1000 metri dalla foce) per poi stringersi e asciugarsi man mano che si allontana dal mare. Una ventina d'anni fa a causa dello straripamento sono stati creati nel suo tratto pianeggiante dei grandi argini in cemento armato ed è stata bonificata l'area adiacente in contrada Betlemme (Gela). Esso viene utilizzato come canale di scarico delle dighe Cimia e Disueri quando queste devono essere svuotate.

## Storia
Il fiume Gela è stato importante nella storia e nella vita delle comunità che attraversa lungo il suo corso. Infatti è stato una delle principali vie di penetrazione nell'interno dell'isola per le popolazioni preistoriche e greche in quanto anticamente risultava navigabile per un buon tratto finale. Ha costituito con la sua foce, sino ai primi anni del XX secolo, un "porto-canale" di rifugio per le imbarcazioni della flotta peschereccia gelese. È stato inoltre fonte di sopravvivenza con i suoi pesci e di igiene col suo "lavatoio". È stato fonte di vita per gli agricoltori della Piana di Gela che nei periodi di siccità andavano a riempire le "quarare" per irrigare i campi di cotone e grano mentre oggi le sue acque convogliate nel bacino artificiale vengono distribuite attraverso il vasto sistema di canalizzazione.
In epoca greca il fiume Gela veniva considerato una divinità e ricopriva un ruolo fondamentale per la vita della grande polis ghelóa.